# Krtova (Lukavac)
Pour les articles homonymes, voir Krtova.
Krtova (en serbe cyrillique : Кртова) est un village de Bosnie-Herzégovine. Il est situé dans la municipalité de Lukavac, dans le canton de Tuzla et dans la fédération de Bosnie-et-Herzégovine. Selon les premiers résultats du recensement bosnien de 2013, il compte 301 habitants.
Avant la guerre de Bosnie-Herzégovine, le village faisait entièrement partie de la municipalité de Lukavac ; après la guerre et la à la suite des accords de Dayton (1995), son territoire a été partiellement rattaché à la municipalité de Petrovo nouvellement créée et intégrée à la république serbe de Bosnie.

## Démographie

### Évolution historique de la population
| 1948 | 1953 | 1961  | 1971  | 1981  | 1991  | 2013 |
| ---- | ---- | ----- | ----- | ----- | ----- | ---- |
| -    | -    | 1 370 | 1 274 | 1 172 | 1 121 | 301  |

|  |

### Communauté locale
En 1991, Krtova était composée de deux communautés locales, Krtova I et Krtova II.
Krtova I comptait 768 habitants, répartis de la manière suivante :
Krtova II comptait 353 habitants, répartis de la manière suivante :